# Báň (střecha)

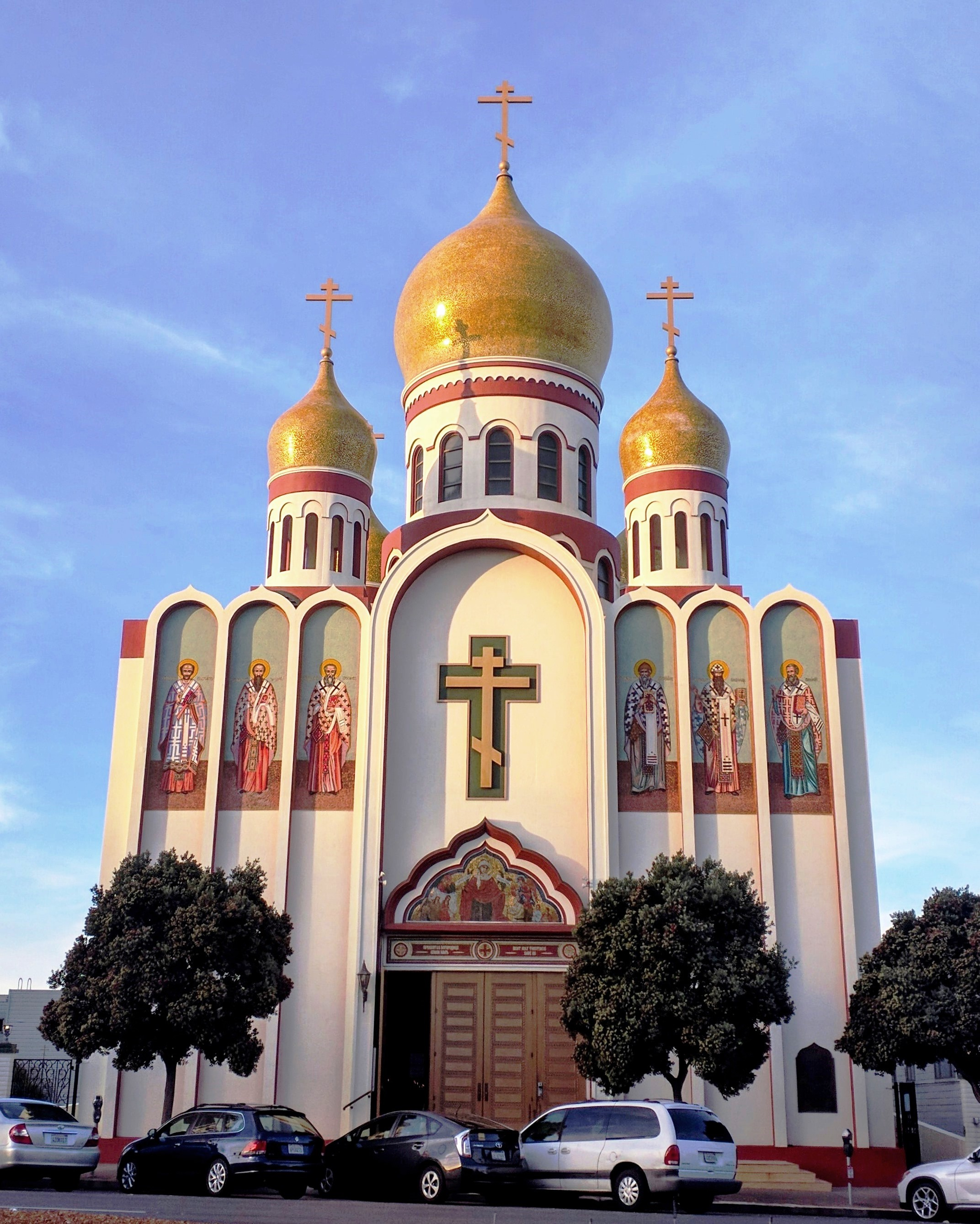
Katedrála Svaté Panny v San Franciscu je typickým příkladem cibulové střechy

Báň, také cibulová střecha, je dekorativní osově souměrná střecha, užívaná hlavně na věžích. 

## Charakteristika
Na rozdíl od kupole, která tvoří strop nějakého vnitřního prostoru, je báň tesařská konstrukce s krytinou (šindel, břidlice, plech). Užívala se jako výrazný architektonický prvek hlavně v renesanční a barokní architektuře, ale také v architektuře pravoslavné a islámské.

## Tvary
Báň může mít velmi rozmanité tvary, nejčastěji kulovité a cibulovité, a bývá nahoře doplněna lucernou, špicí a korouhvičkou. Ve vodorovném řezu může být kruhová, čtvercová, osmiboká nebo i složitější, ale vždy souměrná podle svislé osy.

## Galerie

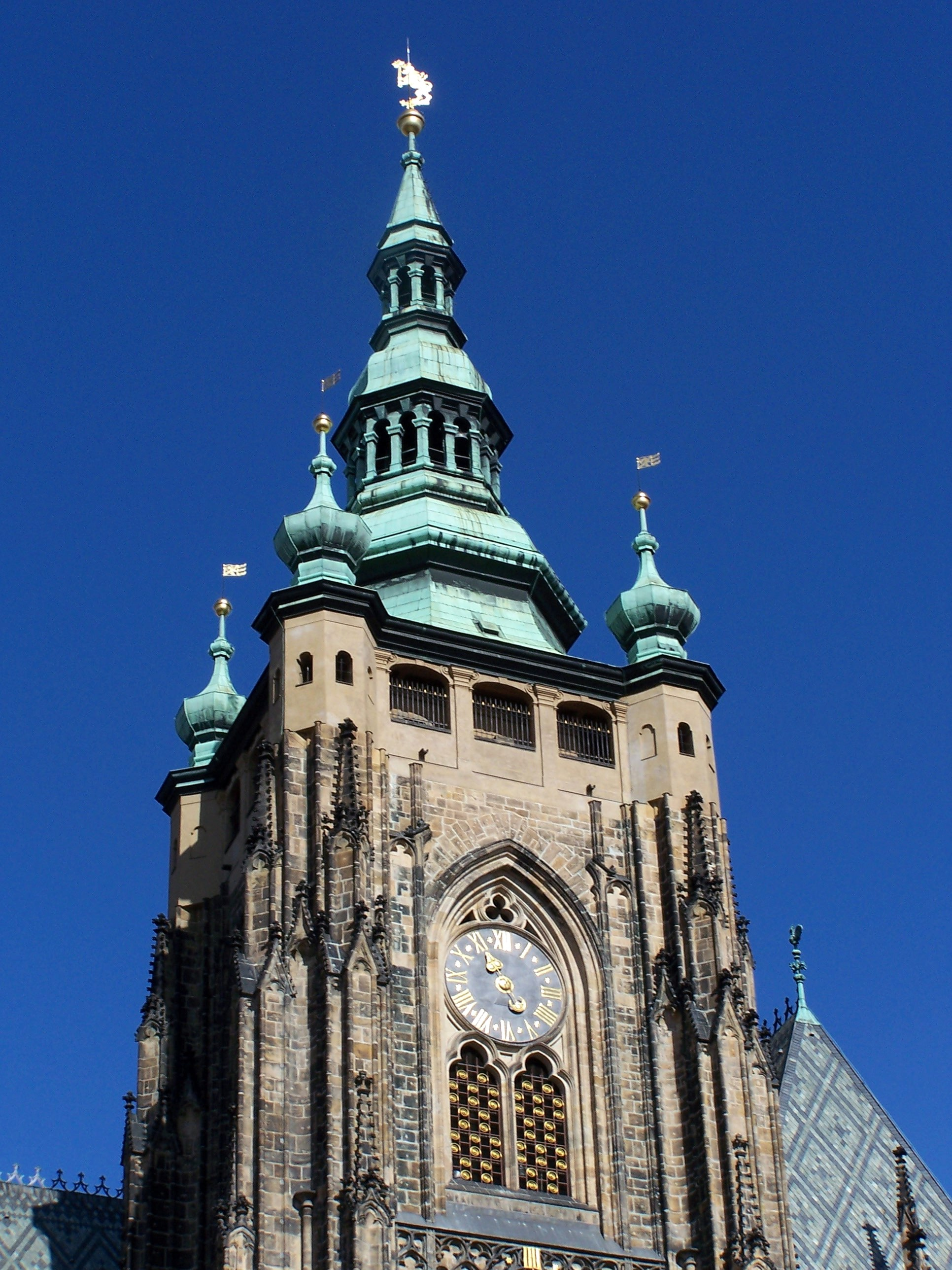
Renesanční báň katedrály sv. Víta v Praze
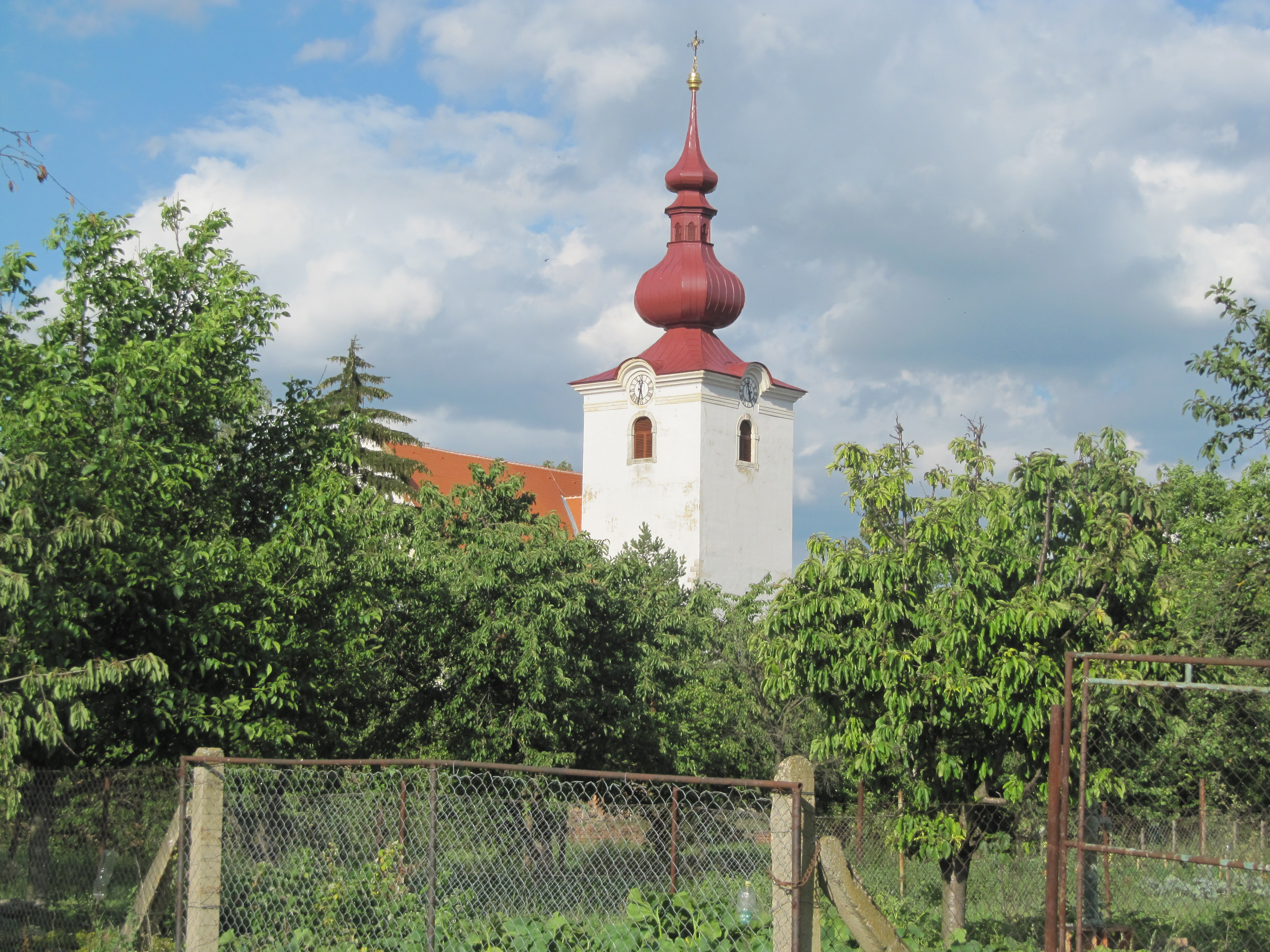
Kostel Jména Panny Marie, Slup
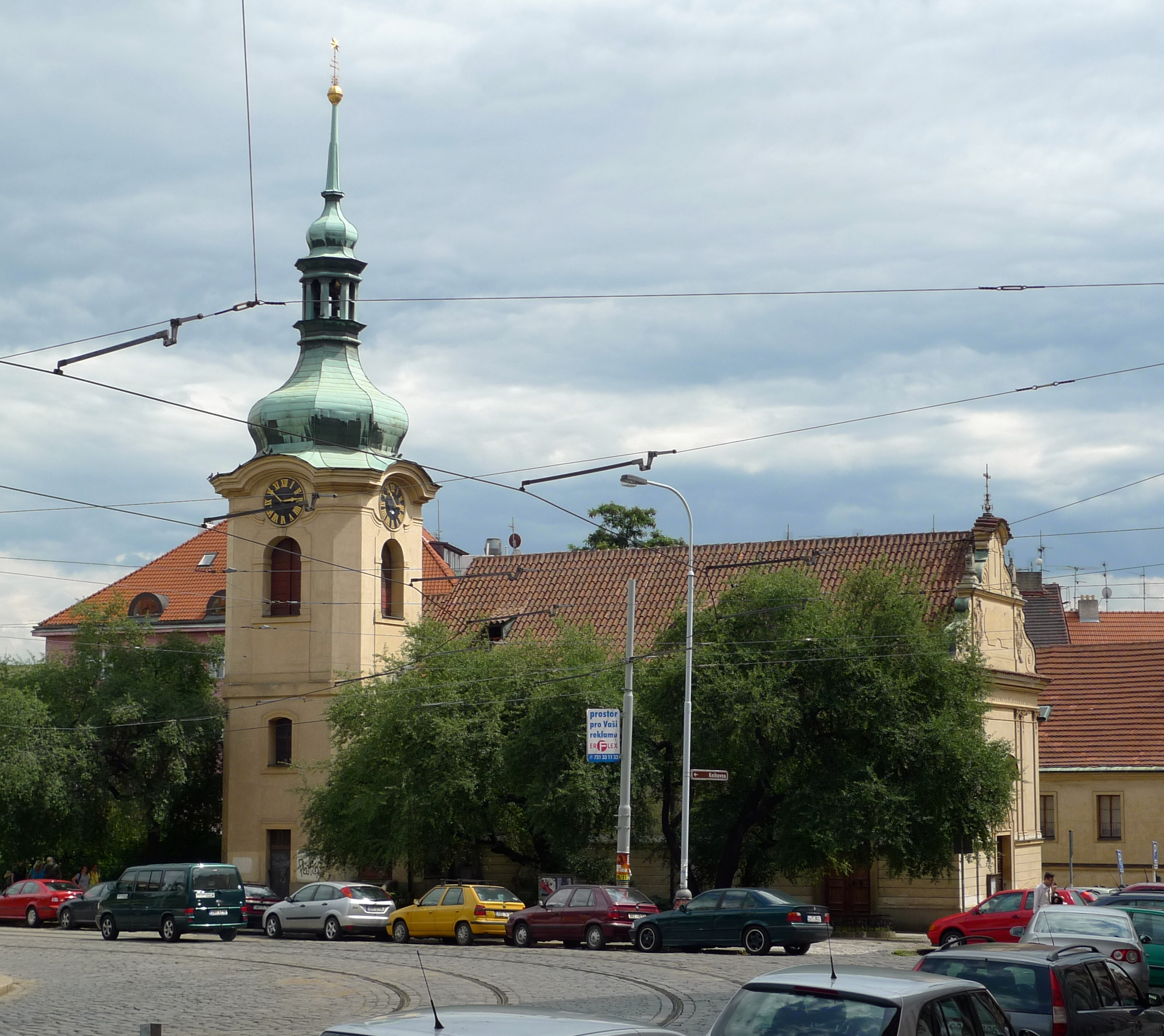
Kostel sv. Mikuláše, Vršovice
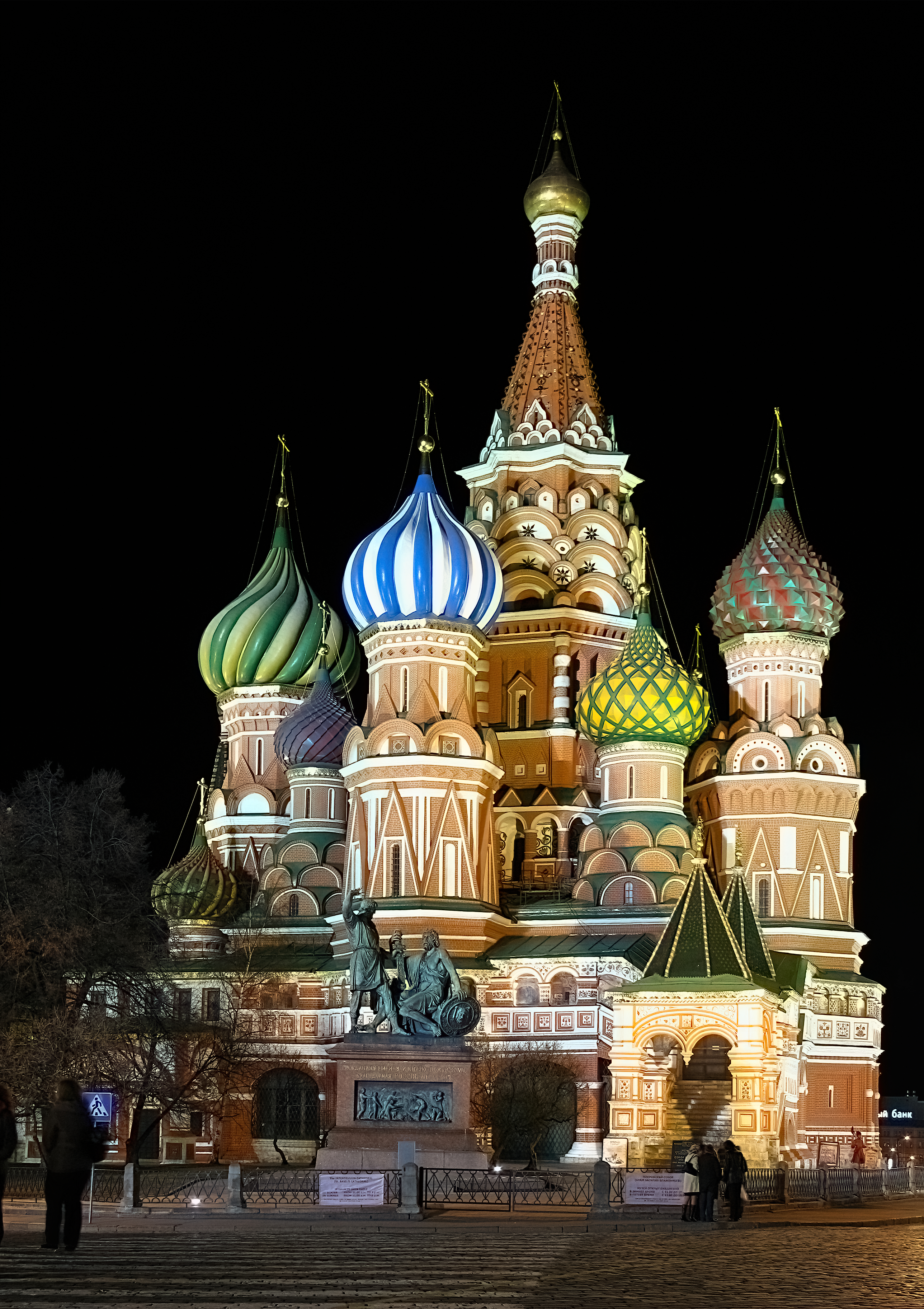
Chrám sv. Vasila Blaženého v Moskvě